# Foramen oval (corazón)
El foramen oval de Botal es una abertura en el tabique interauricular que durante la vida intrauterina permite el paso de la sangre desde la aurícula derecha a la aurícula izquierda.
Es una de las dos principales comunicaciones existentes en este periodo de la vida entre la circulación derecha e izquierda. La otra es el conducto arterioso que permite que pase la sangre desde la arteria pulmonar hacia la arteria aorta. Otra adaptación similar a esta en la vida fetal es el conducto venoso. En la mayoría de los individuos, el foramen oval se cierra en el momento del nacimiento y, posteriormente, forma la fosa oval.

## Desarrollo
A partir del momento del nacimiento se producen importantes transformaciones en el funcionamiento del sistema circulatorio. La placenta pierde su función y los pulmones se expanden para permitir la entrada de aire atmosférico. 
El foramen oval se forma al final de la cuarta semana de gestación. Inicialmente, las aurículas se encuentran separadas por el septo, a excepción de una apertura llamada ostium primum.
Conforme el septo crece, el ostium primum va reduciéndo su diámetro y eventualmente se cierra. Previo a este suceso, el flujo sanguíneo de la vena cava inferior desgasta una porción del septo y forma un ostium secundum. Algunos embriólogos postulan que el ostium secundum puede estar formado gracias a rutas de muerte celular programada.
El ostium secundum brinda comunicación entre las aurículas después del cierre del ostium primum. Debido a esto, una segunda capa de tejido llamada septum secundum crece sobre el ostium secundum en la aurícula derecha. Por esto, el flujo sanguíneo sólo pasa de la aurícula derecha a la izquierda a través de un canal llamado foramen oval, que atraviesa el septum secundum y posteriormente el ostium secundum.

## Cierre del foramen oval de Botal
Normalmente esta apertura se cierra unas horas después de nacer. Cuando los pulmones inician su funcionamiento, la presión pulmonar disminuye y la presión de la aurícula izquierda supera la presión de la aurícula derecha. Esto ocasiona el acercamiento del septum primum contra el septum secundum, cerrando así el foramen oval. Cuando se fusionan ambos septos dejan un residuo del foramen oval llamado fosa oval.

## Importancia clínica
En aproximadamente 25 % de los adultos el foramen oval no se cierra por completo y permanece como una fosa oval permeable.
La FOP ha demostrado estar relacionada con embolia paradójica. Después de la exclusión de las causas más comunes de accidente cerebrovascular y accidente isquémico transitorio, la ecocardiografía transesofágica se debe considerar para excluir a los focos de embolismo cardiogénico. 
La presencia de un foramen oval posterior al nacimiento debe considerarse como una posible causa en el evento cerebrovascular a pesar de que puede ser un hallazgo ocasional en pacientes con ictus criptogénico.
La persistencia del foramen oval en la vida adulta da lugar a una anomalía cardiaca que se conoce como comunicación interauricular.